# Taromske
Taromske (în ucraineană Таромське) este o fostă așezare de tip urban care până în 2001 a aparținut orașului regional Dnipro, regiunea Dnipropetrovsk, Ucraina. În afara localității principale, nu cuprindea și alte sate. În 2001, localitatea a fost desființată și comasată cu orașul Dnipro.

## Demografie
Componența lingvistică a așezării de tip urban Taromske
     Ucraineană (88,47%)
     Rusă (10,97%)
     Alte limbi (0,22%)
Conform recensământului din 2001, majoritatea populației așezării de tip urban Taromske era vorbitoare de ucraineană (88,47%), existând în minoritate și vorbitori de rusă (10,97%).